# Adolphe Menjou
Adolphe Jean Menjou (født 18. februar 1890 i Pittsburgh, Pennsylvania, USA, død 29. oktober 1963 i Beverly Hills, Californien, USA) var en amerikansk filmskuespiller.
Han fik filmdebut i 1914. Han medvirkede som lægen Raoul St. Hubert i filmklassikeren Sheiken (med Rudolph Valentino i hovedrollen) og fik opmærksomhed med den elegante hovedrolle i Charles Chaplins A Woman of Paris (Kvinden fra Paris, 1923), og spillede siden en række elegante karakterroller. Han huskes for større og mindre roller i The Front Page (1931), A Farewell to Arms (Farvel til våbnene, 1932), A Star is Born (Hollywood bag kulisserne, 1937) og State of the Union (Det store valg, 1948). I Paths of Glory (Ærens vej, 1957) spillede han korrupt general.